# Sallisaw
La ville américaine de Sallisaw est le siège du comté de Sequoyah, dans l’État d’Oklahoma. Lors du recensement de 2000, elle comptait 7 989 habitants.